# Abschuss eines Mil-Mi-8-Passagierhubschraubers nahe Şuşa 1992
Der Abschuss des Mil-Mi-8-Passagierhubschraubers nahe Şuşa im Januar 1992 durch armenische Einheiten gilt als eine der größten zivilen Luftfahrtkatastrophen zu Beginn aktiver Kampfhandlungen zwischen Armenien und Aserbaidschan um das Gebiet Bergkarabach. Alle 44 Insassen, unter anderem Frauen und Kinder, verloren bei dem Unglück ihr Leben.

## Ablauf

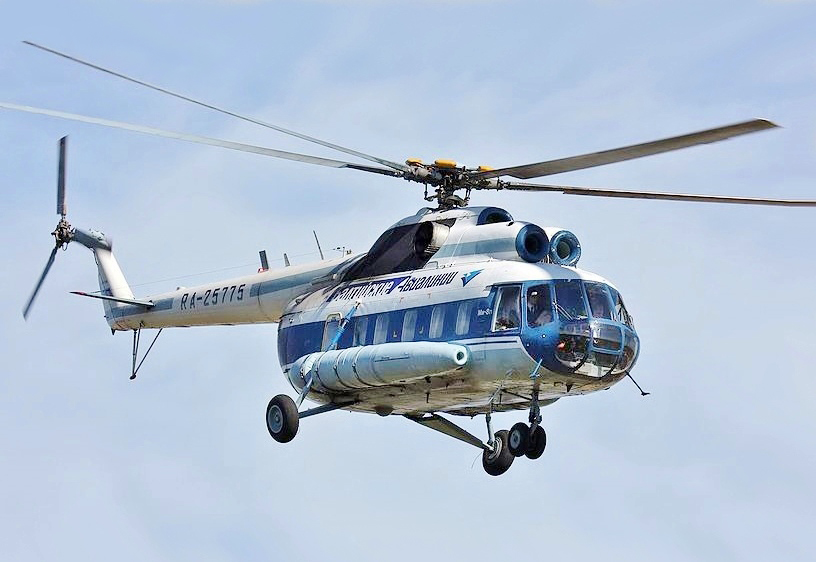
Ein Mil Mi-8, der Hubschraubertyp, der abgeschossen wurde

Bereits gegen Ende 1991 verschärften sich die kriegerischen Zusammenstöße zwischen Armeniern und Aserbaidschanern um die Kontrolle über Bergkarabach und angrenzende Provinzen. 
Am 28. Januar 1992 wurde der zu Azal Azerbaijan Airlines gehörende Mil-Mi-8TW-Passagierhubschrauber beim Landeanflug in der Nähe der mehrheitlich aserbaidschanisch bewohnten Stadt Şuşa mit einem MANPADS (Ein-Mann-Boden-Luft-Rakete) abgeschossen. Die Flugmaschine mit 44 Zivilisten an Bord befand sich auf dem Weg von Ağdam in die zu jenem Zeitpunkt von der armenischen Armee eingekesselten Stadt Şuşa. Alle 41 Passagiere und 3 Besatzungsmitglieder kamen ums Leben.
Dem Pilot Wiktor Wasiljewitsch Serjogin gelang es, den Absturz der brennenden und herunterfallenden Flugmaschine auf die Wohngebiete in Şuşa zu verhindern. Dafür wurde er posthum zum Nationalheld der Republik Aserbaidschan erklärt.
Das Ministerium für Nationale Sicherheit der Republik Aserbaidschan stufte den Abschuss als Terrorakt ein.
Die armenische Seite bestätigte, das Raketensystem eingesetzt und den Hubschrauber zum Absturz gebracht zu haben. Als Begründung führte man an, Aserbaidschan habe angeblich Munition an Bord transportieren wollen, um armenische Dörfer in Bergkarabach anzugreifen. 
In einem Bericht der US-amerikanischen Federal Aviation Administration aus dem Jahr 1993 wird der Abschuss des Mil Mi-8 als der „folgenschwerste Zwischenfall“ in der zivilen Luftfahrt von Kaukasien bezeichnet.